# Brendan Lemieux
Brendan Lemieux (né le 15 mars 1996 à Denver dans l'État de Colorado aux États-Unis) est un joueur professionnel canadien de hockey sur glace et américain.
Lemieux est sélectionné par les Sabres de Buffalo lors du deuxième tour (31e au total) lors du repêchage de 2014 de la Ligue nationale de hockey.

## Carrière

### Junior
Lemieux joint les rangs des Colts de Barrie de la Ligue de hockey de l'Ontario (LHO) en cours de saison 2012-2013 après avoir commencé la saison dans la United States Hockey League avec les Gamblers de Green Bay. Il est choisi pour jouer avec l'équipe canadienne qui remporte la médaille d'or au Tournoi commémoratif Ivan Hlinka 2013, et est également sélectionné pour patiner lors du match des meilleurs espoirs de la Ligue canadienne de hockey en 2014.
L'agent de joueur Tyler Parchem, décrit Lemieux comme: « Correspond exactement au cliché du joueur que tu détestes affronter mais, que tu aimes avoir dans ton équipe. Comme son père Claude, Brendan rendra l'équipe adverse complètement folle étant donné qu'il est le parfait agitateur. Lemieux a aussi l'habileté de vous bruler offensivement étant donné qu'il est parmi les cinq meilleurs marqueurs dans l'équipe de Barrie. Il a démontré autant d'habileté à être un agitateur qu'un marqueur lors de la partie de la CHL Top Prospects Game ».

### Chez les professionnels
Le 11 février 2015, les Sabres de Buffalo échangent Lemieux aux Jets de Winnipeg.
Lemieux joue son premier match dans la LNH avec les Jets contre le Wild du Minnesota le 20 octobre 2017 dans une victoire de 4-3. Il compte son premier but dans la LNH dix jours plus tard grâce à un lancer frappé contre les Penguins de Pittsburgh dans une victoire convaincante de 7-1.
Le 25 février 2019, il est échangé aux Rangers de New York avec un choix conditionnel de 1re ronde en 2019 et un choix conditionnel de 4e tour en 2022  en retour de Kevin Hayes.
Après un séjour de 109 matchs avec les Rangers, il est échangé aux Kings de Los Angeles contre un choix de 4e tour (2021), le 27 mars 2021.
Le 30 novembre 2021, Lemieux reçoit une suspension de 5 matchs et une amende de 38 750 $ pour avoir mordu la main de Brady Tkachuk des Sénateurs d'Ottawa.
Le 3 mars 2023, Lemieux est échangé aux Flyers de Philadelphie avec un choix de 5e ronde en 2024 contre l'attaquant Zack MacEwen. Après la saison, soit le 11 juillet 2023, les Hurricanes de la Caroline le mettent sous contrat pour une saison, d'une valeur de 800 000 $.
Le 9 décembre 2024, il s'engage avec les HC Davos

## Famille
Il est le fils de l'ancien joueur Claude Lemieux.
Lemieux a une sœur plus jeune et deux demi-frères paternels du premier mariage de son père.

## Statistiques

### En club
| Saison     | Équipe                    | Ligue      |     | Saison régulière | Saison régulière | Saison régulière | Saison régulière | Saison régulière |   | Séries éliminatoires | Séries éliminatoires | Séries éliminatoires | Séries éliminatoires | Séries éliminatoires |
| Saison     | Équipe                    | Ligue      | PJ  | B                | A                | Pts              | Pun              | PJ               | B | A                    | Pts                  | Pun                  |                      |                      |
| 2012–2013  | Gamblers de Green Bay     | USHL       | 11  | 1                | 1                | 2                | 34               | -                | - | -                    | -                    | -                    |                      |                      |
| 2012-2013  | Colts de Barrie           | LHO        | 42  | 6                | 8                | 14               | 52               | 21               | 2 | 0                    | 2                    | 36                   |                      |                      |
| 2013–2014  | Colts de Barrie           | LHO        | 65  | 27               | 26               | 53               | 145              | 11               | 7 | 3                    | 10                   | 16                   |                      |                      |
| 2014–2015  | Colts de Barrie           | LHO        | 57  | 41               | 19               | 60               | 145              | 5                | 1 | 2                    | 3                    | 12                   |                      |                      |
| 2015-2016  | Colts de Barrie           | LHO        | 11  | 9                | 5                | 14               | 28               | -                | - | -                    | -                    | -                    |                      |                      |
| 2015-2016  | Spitfires de Windsor      | LHO        | 34  | 23               | 25               | 48               | 37               | 3                | 4 | 1                    | 5                    | 13                   |                      |                      |
| 2015-2016  | Moose du Manitoba         | LAH        | 5   | 2                | 1                | 3                | 6                | -                | - | -                    | -                    | -                    |                      |                      |
| 2016-2017  | Moose du Manitoba         | LAH        | 61  | 12               | 7                | 19               | 130              | -                | - | -                    | -                    | -                    |                      |                      |
| 2017-2018  | Moose du Manitoba         | LAH        | 51  | 19               | 24               | 43               | 170              | 8                | 3 | 2                    | 5                    | 22                   |                      |                      |
| 2017-2018  | Jets de Winnipeg          | LNH        | 9   | 1                | 0                | 1                | 21               | -                | - | -                    | -                    | -                    |                      |                      |
| 2018-2019  | Jets de Winnipeg          | LNH        | 44  | 9                | 2                | 11               | 64               | -                | - | -                    | -                    | -                    |                      |                      |
| 2018-2019  | Rangers de New York       | LNH        | 19  | 3                | 3                | 6                | 44               | -                | - | -                    | -                    | -                    |                      |                      |
| 2019-2020  | Rangers de New York       | LNH        | 59  | 6                | 12               | 18               | 111              | 1                | 0 | 0                    | 0                    | 0                    |                      |                      |
| 2020-2021  | Rangers de New York       | LNH        | 31  | 2                | 5                | 7                | 59               | -                | - | -                    | -                    | -                    |                      |                      |
| 2020-2021  | Kings de Los Angeles      | LNH        | 18  | 2                | 2                | 4                | 14               | -                | - | -                    | -                    | -                    |                      |                      |
| 2021-2022  | Kings de Los Angeles      | LNH        | 50  | 8                | 5                | 13               | 97               | 7                | 1 | 0                    | 1                    | 18                   |                      |                      |
| 2022-2023  | Kings de Los Angeles      | LNH        | 27  | 0                | 3                | 3                | 53               | -                | - | -                    | -                    | -                    |                      |                      |
| 2022-2023  | Flyers de Philadelphie    | LNH        | 18  | 2                | 4                | 6                | 21               | -                | - | -                    | -                    | -                    |                      |                      |
| 2023-2024  | Hurricanes de la Caroline | LNH        | 32  | 3                | 2                | 5                | 64               | -                | - | -                    | -                    | -                    |                      |                      |
| Totaux LNH | Totaux LNH                | Totaux LNH | 307 | 36               | 38               | 74               | 548              | 8                | 1 | 0                    | 1                    | 18                   |                      |                      |

### En équipe nationale
| Année | Équipe          | Compétition          |   | PJ | B | A | Pts | Pun       |  | Résultat |
| 2013  | Canada - 18 ans | Mémorial Ivan Hlinka | 5 | 1  | 1 | 2 | 4   | Vainqueur |  |          |

## Prix et récompenses
- Mémorial Ivan Hlinka: vainqueur en 2013[16]
- CHL/NHL Top Prospects Game 2014[17]